# Coupe d'Afrique des nations de football des moins de 20 ans 2017
Navigation
2015 2019
La Coupe d'Afrique des nations des moins de 20 ans Total 2017 (également appelé Coupe d’Afrique des Nations U-20 Total ou CAN U20) s'est déroulée en Zambie du 26 février au 12 mars 2017. Elle a été remportée par le pays hôte.
Les 2 premiers de chaque groupe se qualifient pour la Coupe du monde des moins de 20 ans 2017.

## Préparation et organisation

### Villes et stades
| [[Fichier:Zambia adm location map.svg\|300px\|{{#if:\|{{{alt}}}\|Les 2 villes hôtes est dans la page Zambie.]]Lusaka Ndola Les 2 villes hôtes (Zambie) |

La compétition est organisée dans les villes de Lusaka, capitale de la Zambie, et Ndola, capitale de la région du Copperbelt. 
Le stade Levy Mwanawasa accueille les rencontres du groupe B et la deuxième demi-finale, tandis que le National Heroes Stadium accueille celles du groupe A, la première demi-finale, le match pour la troisième place et la finale.
Afin que les deux dernières rencontres de chaque poule se déroulent simultanément, le match Guinée-Mali (groupe A) est joué à Ndola et le match Soudan-Afrique du Sud (groupe B) est joué à Lusaka.

## Qualifications
La Zambie est qualifiée automatiquement en tant que pays-hôte. Des éliminatoires sont organisés, sous la forme de trois tours de matchs aller-retour, pour désigner les sept autres pays participants.
Le principal absent est le Nigeria, tenant du titre et septuple vainqueur de la compétition, qui n'est pas qualifié pour la première fois depuis l'instauration des phases finales en 1991.
| Équipe         | Participation | Meilleure performance          |
| -------------- | ------------- | ------------------------------ |
| Afrique du Sud | 7e            | Finaliste (1997)               |
| Cameroun       | 9e            | Vainqueur (1995)               |
| Égypte         | 11e           | Vainqueur (1991, 2003 et 2013) |
| Guinée         | 3e            | Phase de groupe (1995, 1999)   |
| Mali           | 11e           | Troisième (2003)               |
| Sénégal        | 4e            | Finaliste (2015)               |
| Soudan         | 2e            | Phase de groupe (2007)         |
| Zambie         | 7e            | Quatrième (1991, 1999 et 2007) |

## Phase de groupes

### Tirage au sort
Le tirage au sort est effectué le lundi 24 octobre 2016 au Caire. Les huit équipes qualifiées sont réparties dans quatre chapeaux. Le chapeau 1 comprend la Zambie, pays hôte, et le Sénégal, finaliste de l'édition précédente (le Nigeria, tenant du titre, n'étant pas qualifié). Les autres équipes sont réparties selon les performances lors de la CAN junior 2015 :
- Chapeau 1 : Sénégal, Zambie
- Chapeau 2 : Afrique du Sud, Mali
- Chapeau 3 : Cameroun, Égypte
- Chapeau 4 : Guinée, Soudan.

| Groupe A | Groupe B       |
| -------- | -------------- |
| Zambie   | Sénégal        |
| Guinée   | Soudan         |
| Égypte   | Cameroun       |
| Mali     | Afrique du Sud |

### Phase de groupes

#### Groupe A
| Nation | Pts | J | V | N | D | Bp | Bc | Diff |
| ------ | --- | - | - | - | - | -- | -- | ---- |
| Zambie | 9   | 3 | 3 | 0 | 0 | 10 | 2  | +8   |
| Guinée | 4   | 3 | 1 | 1 | 1 | 4  | 4  | 0    |
| Égypte | 2   | 3 | 0 | 2 | 1 | 2  | 4  | -2   |
| Mali   | 1   | 3 | 0 | 1 | 2 | 3  | 9  | -6   |

| 26 février 2017 | Zambie   | 1-0 | Guinée | Stade national des héros, Lusaka |                              |
| 15:00           | Daka 47e |     |        | Arbitrage : Juste Ephrem Zio     | Arbitrage : Juste Ephrem Zio |

| 26 février 2017 | Égypte | 0-0 | Mali | Stade national des héros, Lusaka |                          |
| 18:00           |        |     |      | Arbitrage : Victor Gomes         | Arbitrage : Victor Gomes |

| 1er mars 2017 | Guinée    | 1-1 | Égypte      | Stade national des héros, Lusaka |                            |
| 15:00         | Touré 79e |     | Abdalla 37e | Arbitrage : Jackson Pavaza       | Arbitrage : Jackson Pavaza |

| 1er mars 2017 | Mali     | 1-6 | Zambie                                                        | Stade national des héros, Lusaka |                          |
| 18:00         | Danté 5e |     | F. Sakala 7e 65e · E.Banda 24e · Mwepu 37e · Chilufya 49e 53e | Arbitrage : Joshua Bondo         | Arbitrage : Joshua Bondo |

| 4 mars 2017 | Zambie                       | 3-1 | Égypte     | Stade national des héros, Lusaka       |                                        |
| 15:00       | Daka 48e 90e · F. Sakala 72e |     | Nedved 35e | Arbitrage : Hélder Martins de Carvalho | Arbitrage : Hélder Martins de Carvalho |

| 4 mars 2017 | Guinée                                      | 3-2 | Mali                             | Stade Levy Mwanawasa, Ndola |                          |
| 15:00       | M. Sylla 49e (pen.) 59e · M. Ali Camara 72e |     | Koïta 2e · M. Diakité 52e (pen.) | Arbitrage : Antoine Effa    | Arbitrage : Antoine Effa |

#### Groupe B
| Nation         | Pts | J | V | N | D | Bp | Bc | Diff |
| -------------- | --- | - | - | - | - | -- | -- | ---- |
| Sénégal        | 7   | 3 | 2 | 1 | 0 | 7  | 4  | +3   |
| Afrique du Sud | 6   | 3 | 2 | 0 | 1 | 9  | 6  | +3   |
| Cameroun       | 3   | 3 | 1 | 0 | 2 | 5  | 6  | -1   |
| Soudan         | 1   | 3 | 0 | 1 | 2 | 3  | 8  | -5   |

| 27 février 2017 | Sénégal   | 1-1 | Soudan              | Stade Levy Mwanawasa, Ndola     |                                 |
| 15:00           | Niane 88e |     | Mutwakil 21e (pen.) | Arbitrage : Ibrahim Nour El Din | Arbitrage : Ibrahim Nour El Din |

| 27 février 2017 | Cameroun | 1-3 | Afrique du Sud           | Stade Levy Mwanawasa, Ndola    |                                |
| 18:00           | Ayuk 14e |     | Singh 16e 26e (pen.) 57e | Arbitrage : Thierry Nkurunziza | Arbitrage : Thierry Nkurunziza |

| 2 mars 2017 | Soudan         | 1-4 | Cameroun                                    | Stade Levy Mwanawasa, Ndola |                           |
| 15:00       | W. Mohamed 79e |     | Ketu 8e · Ayuk 51e · Gouet 73e · Mbaizo 89e | Arbitrage : Sagesse Chewe   | Arbitrage : Sagesse Chewe |

| 2 mars 2017 | Afrique du Sud                        | 3-4 | Sénégal                                  | Stade Levy Mwanawasa, Ndola  |                              |
| 18:00       | Jordanie 1re · Malepe 24e · Singh 81e |     | Ndiaye 48e · Diagne 53e 60e · Diatta 70e | Arbitrage : Louis Hakizimana | Arbitrage : Louis Hakizimana |

| 5 mars 2017 | Sénégal                | 2-0 | Cameroun | Stade Levy Mwanawasa, Ndola |                          |
| 15:00       | Niane 45e · Diatta 47e |     |          | Arbitrage : Joshua Bondo    | Arbitrage : Joshua Bondo |

| 5 mars 2017 | Soudan    | 1-3 | Afrique du Sud                           | Stade national des héros, Lusaka |                               |
| 15:00       | Osman 24e |     | Mahlambi 13e · Margeman 60e · Mbatha 66e | Arbitrage : Sékou Ahmed Touré    | Arbitrage : Sékou Ahmed Touré |

## Phase finale

### Demi-finales
| 8 mars 2017 | Zambie        | 1-0 | Afrique du Sud | Stade national des héros, Lusaka |                         |
| 18:00       | Chilufya 109e |     |                | Arbitrage : Sadok Selmi          | Arbitrage : Sadok Selmi |

| 9 mars 2017 | Sénégal   | 1-0 | Guinée | Stade Levy Mwanawasa, Ndola  |                              |
| 18:00       | Badji 12e |     |        | Arbitrage : Louis Hakizimana | Arbitrage : Louis Hakizimana |

### Troisième place
| 12 mars 2017 | Afrique du Sud | 1-2 | Guinée                           | Stade national des héros, Lusaka |                              |
| 14:00        | Jordanie 5e    |     | Mohamme 6e · Bangoura 85e (pen.) | Arbitrage : Juste Ephrem Zio     | Arbitrage : Juste Ephrem Zio |

### Finale
| 12 mars 2017 | Zambie                  | 2-0 | Sénégal | Stade national des héros, Lusaka |                                |
| 17: 30       | Daka 16e · Chilufya 34e |     |         | Arbitrage : Thierry Nkurunziza   | Arbitrage : Thierry Nkurunziza |

## Résultats

### Récompenses
La Zambie remporte sa première CAN junior, tandis que le Sénégal échoue pour la deuxième fois en finale.
L'attaquant zambien Patson Daka est nommé meilleur joueur de la compétition, il remportera par ailleurs le trophée CAF Awards du meilleur jeune joueur africain 2017. Avec quatre buts, il est également le meilleur buteur de la compétition, à égalité avec son coéquipier Edward Chilufya et le sud-africain Luther Singh. L'équipe-type de la compétition comprend cinq zambiens, quatre sénégalais, un sud-africain et un guinéen.
| Gardien       | Défenseurs                                    | Milieux                                                                   | Attaquants               |
| ------------- | --------------------------------------------- | ------------------------------------------------------------------------- | ------------------------ |
| Mangani Banda | Ousseynou Diagne Mamadou Mbaye Solomon Sakala | Krépin Diatta Ibrahima Niane Morlaye Sylla Edward Chilufya Fashion Sakala | Luther Singh Patson Daka |

| CAN 2017 Junior Vainqueur |
| ------------------------- |
| Zambie 1re titre          |

### Qualification pour le Championnat du monde junior
Les quatre équipes ayant atteint au moins les demi-finales se sont qualifiées pour la Coupe du monde de football des moins de 20 ans 2017 organisée en Corée du Sud. L'Afrique du Sud et la Guinée sont éliminées dès le premier tour avec un match nul et deux défaites chacune. Le Sénégal atteint les huitièmes de finale, éliminé par le Mexique (1-0) tandis que la Zambie s'incline en quart de finale face à l'Italie (3-2 après prolongation).